# 大分市立城南小学校
大分市立城南小学校（おおいたしりつ じょうなんしょうがっこう）は、大分県大分市大字永興にある公立小学校である。

## 概要
1962年（昭和37年）からの城南団地の開発等による児童数急増に対応するために、1969年（昭和44年）に大分市立南大分小学校から分離して新設された。

## 沿革
- 1967年（昭和42年） - 南校舎建築[2]。
- 1969年（昭和44年）
  - 時期不明 - 北校舎建築[2]。
  - 4月1日 - 大分市立南大分小学校から分離して新設[3][4]。
- 1981年（昭和56年）4月 - 大分市立荏隈小学校が分離[3]。
- 1996年（平成8年） - 体育館建築[2]。
- 2023年（令和5年） - 1学期末から12月まで、南校舎外壁工事実施[5]。

## 通学区域
庄の原、城南北町、城南団地東町、城南西町、城南南町、竹の上、はなの森、永興

## 周辺
- 福徳学院高等学校
- JR九州久大本線南大分駅（南大分駅駅舎から学校敷地までは、最短で約80mほどだが、正門と道路との位置関係で、遠回りとなる。）

## アクセス
- JR久大本線南大分駅から、徒歩約250m・約4分。